# Asaperda rufipes
Asaperda rufipes là một loài bọ cánh cứng trong họ Cerambycidae.